# وجه فرمانی
وجه فرمانی (به انگلیسی: jussive mood) از وجه‌های دستوری فعل است که برای صدور فرمان به کار می‌رود. زبان‌های فارسی و انگلیسی چنین وجهی ندارند، ولی عربی دارد. این وجه به وجه امری شبیه است. فرق وجه فرمانی با وجه امری این است که وجه امری برای دوم شخص به کار می‌رود ولی وجه فرمانی برای اول شخص و سوم شخص.

## عربی
عربی معیار و عربی کلاسیک حداقل سه وجه برای فعل مضارع دارند: اخباری، التزامی، و فرمانی. علائم این وجوه به‌ترتیب رفع، نصب، و جزم است. هرچند در گویش‌های متنوع عربی این علائم دیده نمی‌شوند.
برخی از ادوات جازمه بر سر افعال از قبیل زیرند:
- پس از حرف لـِ برای فرمان دادن به سوم شخص، فعل در وجه فرمانی می‌آید (به‌عبارت دیگر مجزوم می‌شود):

ليفعلْه
[باید] انجامش دهد
- حین نهی کردن نیز فعل مجزوم می‌شود:

لا تأخذْ ذلك اللحم
آن گوشت را نگیر
- فعل‌های ماضی که با لم (اما نه لما) منفی می‌شوند نیز مجزوم می‌شوند:

لم تأكل الدجاج
مرغ را نخورْد